# Flavio Chigi (1631–1693)
Flavio Chigi, född 10 maj 1631 i Siena, död 13 september 1693 i Rom, var en italiensk kardinal och ärkebiskop. Han var ärkepräst av San Giovanni in Laterano från 1666 till 1693.

## Biografi
Flavio Chigi var son till Mario Chigi och Berenice della Ciaia. Han blev iuris utriusque doktor.
I april 1657 upphöjde påve Alexander VII Chigi till kardinalpräst med Santa Maria del Popolo som titelkyrka. Kardinal Chigi kom att delta i fem konklaver: 1667, 1669–1670, 1676, 1689 samt 1691. Chigi var föreståndare för Vatikanstatens bibliotek från 1659 till 1681 samt camerlengo 1673–1674. År 1686 utsågs han till kardinalbiskop av Albano och biskopsvigdes den 24 mars samma år av kardinal Paluzzo Paluzzi Altieri degli Albertoni.
Kardinal Chigi avled i Rom 1693 och är begravd i Cappella Chigi i basilikan Santa Maria del Popolo.

## Bilder

Kardinal Flavio Chigis titelkyrka
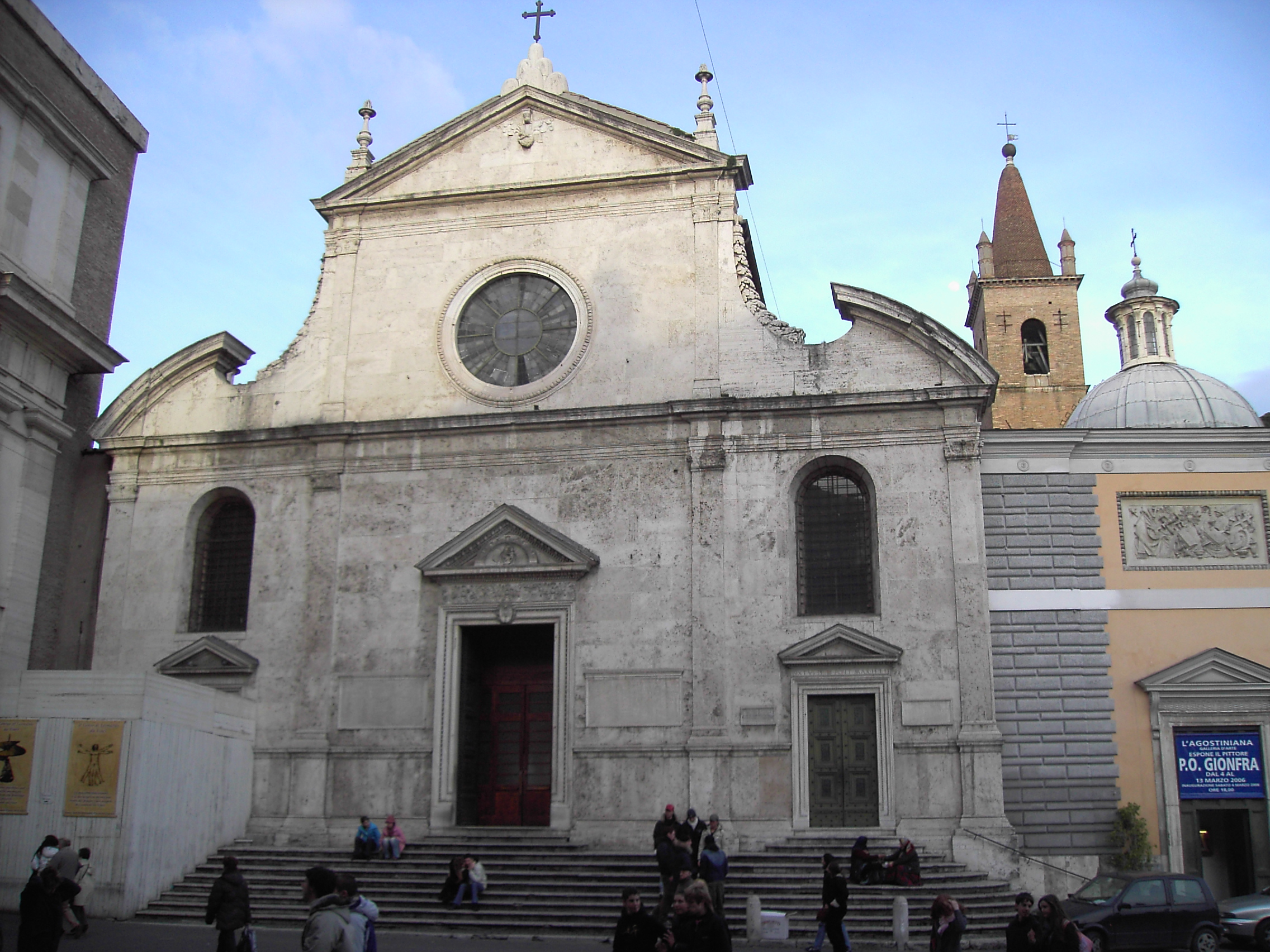
Santa Maria del Popolo.